# Aşurbəyov-Haus

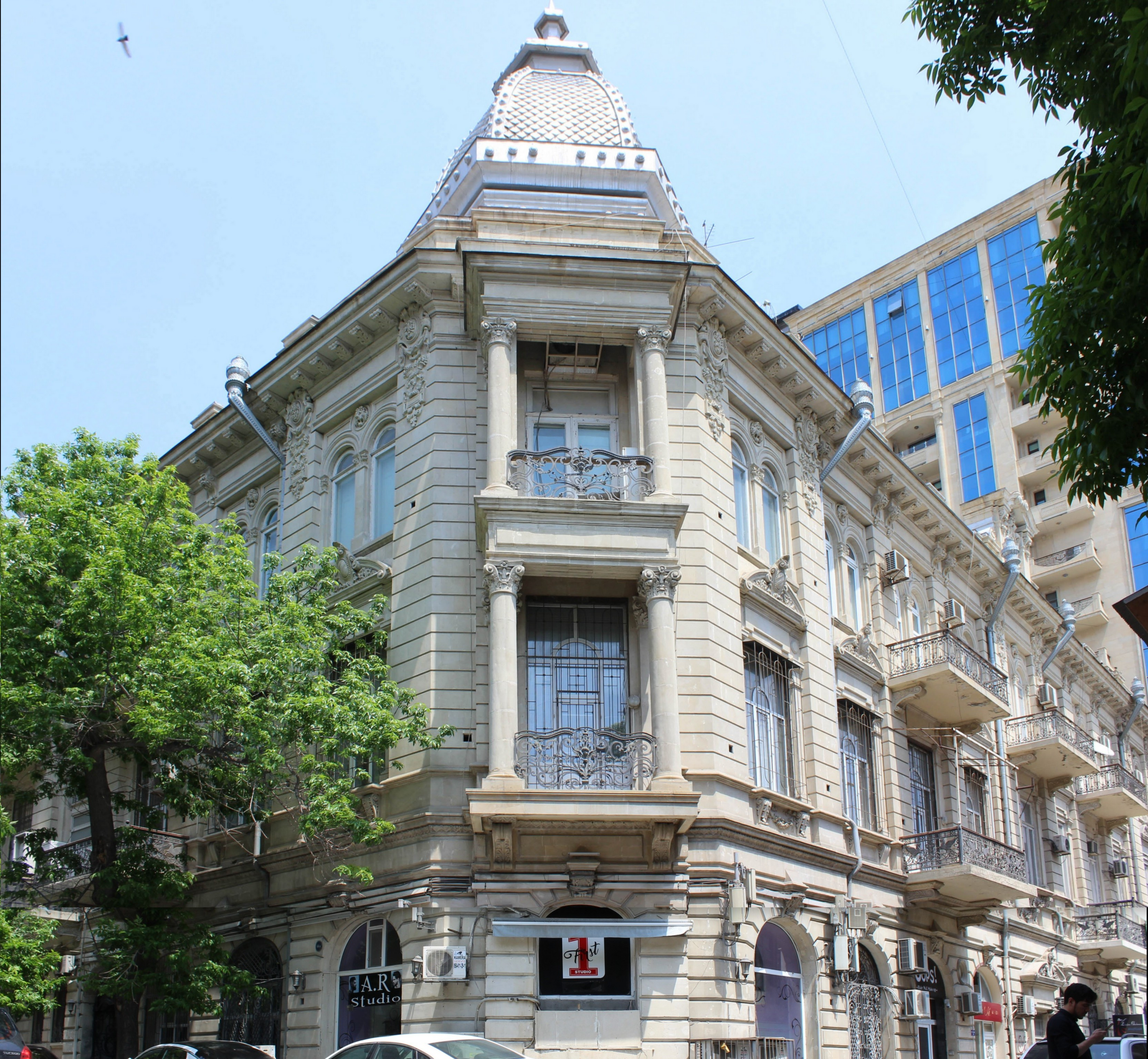
Aşurbəyov-Haus 2019, rechts die Straße Molla Vəli Vidadi, links die Mərdanov Qardaşları

Das Aşurbəyov-Haus (aserbaidschanisch Aşurbəyovun evi) ist ein Wohnhaus der aserbaidschanischen Adelsfamilie Aşurbəyov in der aserbaidschanischen Hauptstadt Baku, das Teymur Bey Aşurbəyov für seinen jüngeren Sohn Bala Bey als Hochzeitsgeschenk erbaute. Die 1904 erbaute Villa ist das letzte Projekt des Architekten Józef Gosławski.

## Geschichte
Das Stadthaus wurde von Teymur Aşurbəyov für seinen jüngeren Sohn Bala als Hochzeitsgeschenk gebaut. In der ersten Etage befanden sich der Sitz ihrer Firma und die Wohnung der georgischen Prinzessin Dadiani. Bala wohnte mit seiner Familie im zweiten Stock und seine Eltern wohnten zusammen mit seinem Bruder Ali im dritten Stock.
Die Familie musste sich während der März-Ereignisse 1918 in Sabunçu verstecken. Die Historikerin und Wissenschaftlerin Sara Aşurbəyli, die in diesem Haus geboren wurde, schrieb in ihren Erinnerungen, dass die französische Erzieherin Mademoiselle Grailot eine französische Fahne aufhängte, womit sie das Gebäude als französische Mission ausgab und so den größten Teil des Hauses vor der Plünderung durch die Daschnaken schützen konnte. Erst nach der Gründung der Aserbaidschanischen Demokratischen Republik konnten die Aşurbəyovs nach Hause zurückkehren.
Auch das Aşurbəyov-Haus wurde nach dem Einmarsch der Roten Armee in Aserbaidschan im April 1920 beschlagnahmt. Bala Aşurbəyov zog mit seiner Familie nach Istanbul und lebte dort bis 1925, bevor er nach Baku zurückkehrte, in der Hoffnung, dass sich die Schikanen, denen sie ausgesetzt waren, nicht wiederholen würden. 1937 wurde er aufgrund der stalinistischen Repressionen erschossen.
Zwischen 1920 und 1990 wurde das Haus, wie in der Sowjetzeit üblich, in mehrere Wohnungen aufgeteilt und vom Staat an aserbaidschanische Bürger mietfrei zum Wohnen überlassen. Nach dem Zusammenbruch der Sowjetunion wurden die Wohnungen privatisiert.

## Architektur
Das Aşurbəyov-Haus befindet sich in der Mərdanov Qardaşları 28 Straße (Früher: Gogol) an der Ecke zur Molla Vəli Vidadi 148 (Früher: Tserkovniy) und Bəşir Səfəroğlu 189 (Früher: Kamenistaya). Das Stadthaus wurde von dem Architekten Józef Gosławski im Jahre 1904 gebaut. Das dreigeschossige Gebäude befindet sich im Zentrum von Baku. Die Räume zu den Straßen Mərdanov Qardaşlari und Bəşir Səfəroğlu sind in zwei Reihen angeordnet. Alle Wohnungen zur Straße Molla Vəli Vidadi sind einreihig und kompakt. Die Fassade ist reich gegliedert: Eine Bänderung und Gesimse durchzieht die Fassade horizontal, Lisenen gliedern das Gebäude vertikal. Die Gebäudeecke zur Kreuzung der beiden angrenzenden Straßen ist abgeschrägt. Die steinernen Balkone in den Obergeschossen werden von mächtigen Rundsäulen getragen. Schmiedeeiserne Geländer begrenzen die Balkone. Ornamentaler Jugendstilschmuck sitzt am oberen Abschluss des Baukörpers.
An der Fassade des Gebäudes befand sich ein kalligraphisches Monogramm „T. A. A. - Teymur bey und Aslan bey Ashurbeyow“. Bala hatte einen Maler aus Baku eingeladen, Bemalungen für die Vordertüren zu entwerfen, die zu den Straßen Molla Vəli Vidadi und Bəşir Səfəroğlu zeigten. Nur das Gemälde Oase ist bis heute erhalten geblieben.

## Bilder

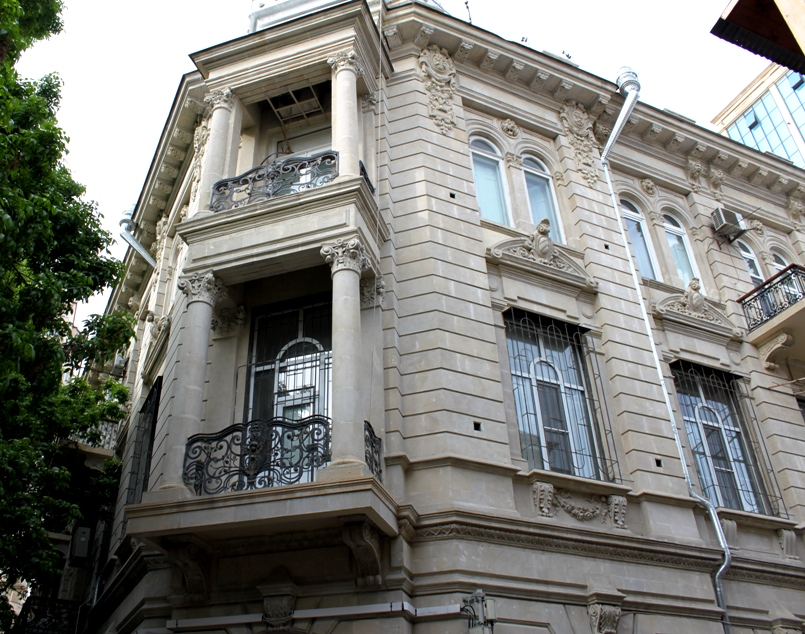
Aşurbəyov-Haus 2010
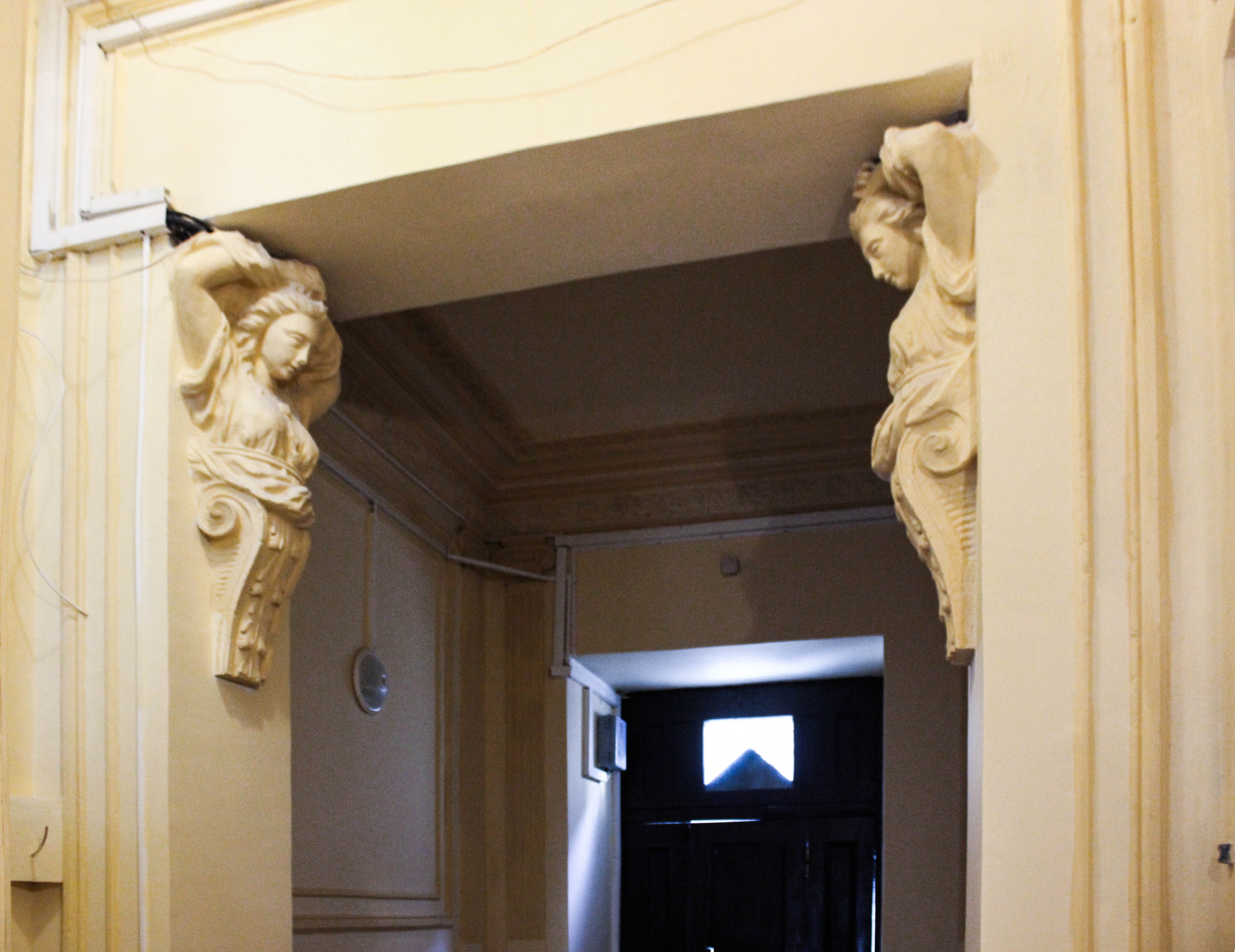
Hausflur 2019
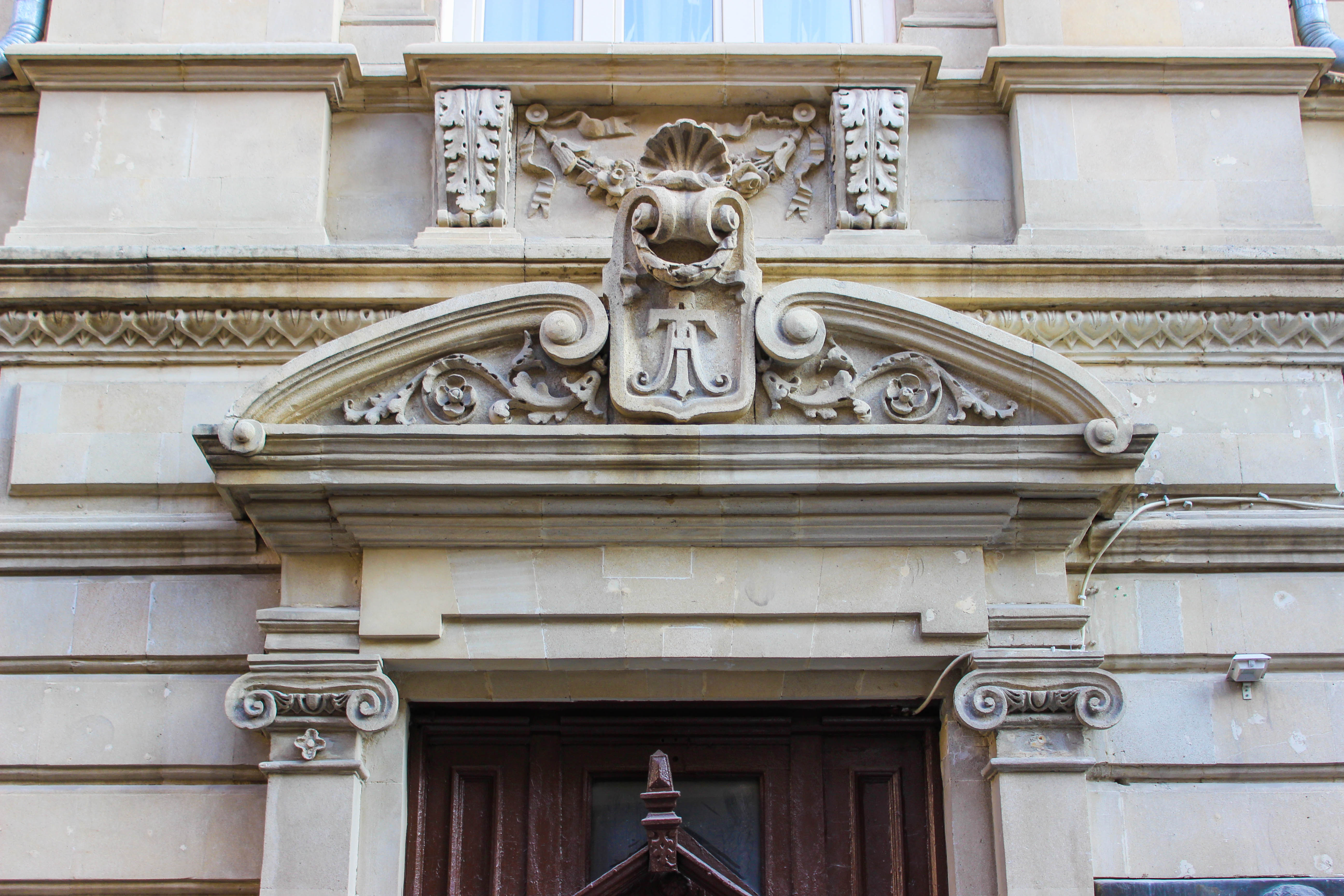
Gesims über dem Hauseingang, 2019
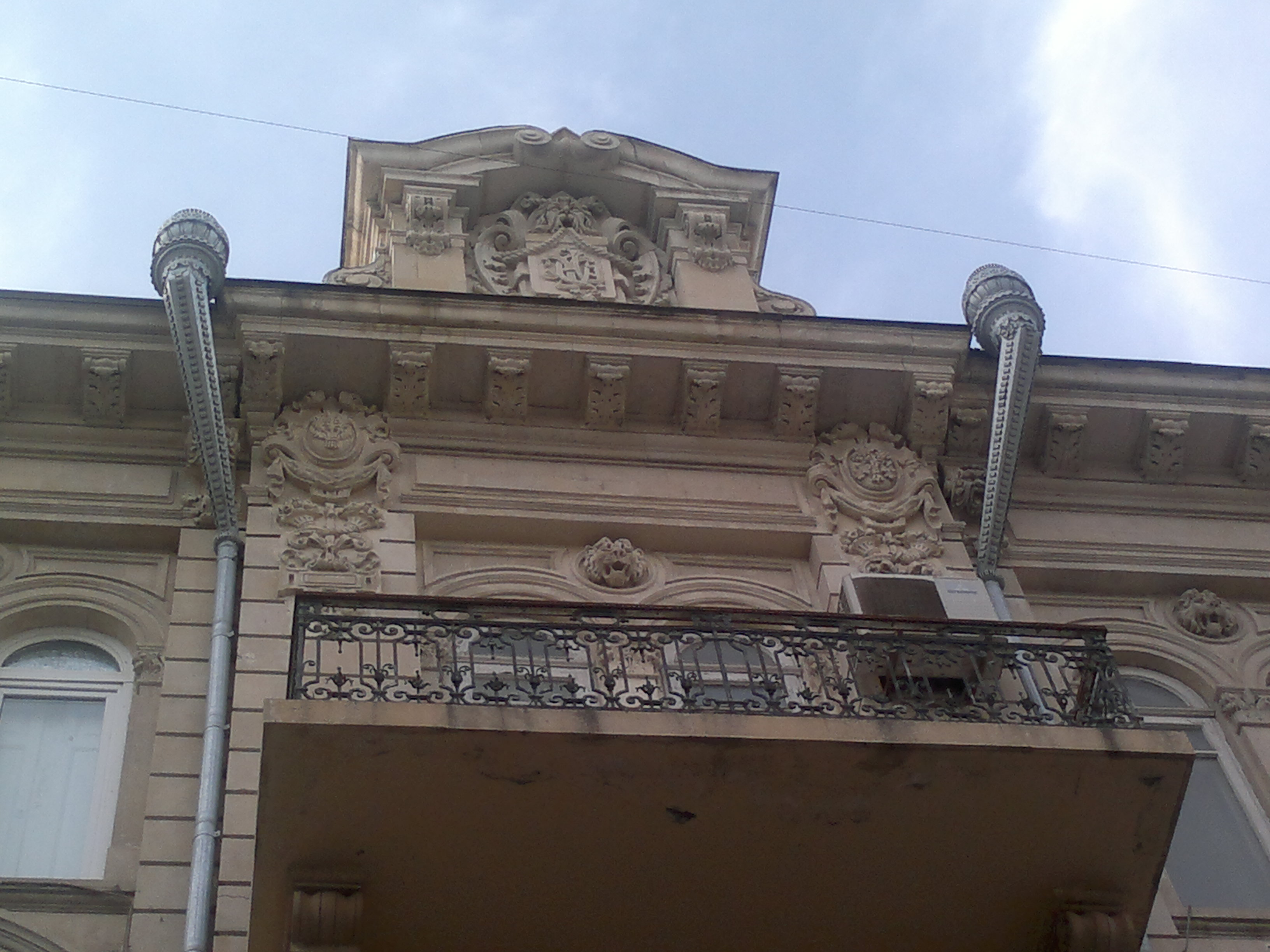
Balkon von unten gesehen, 2016
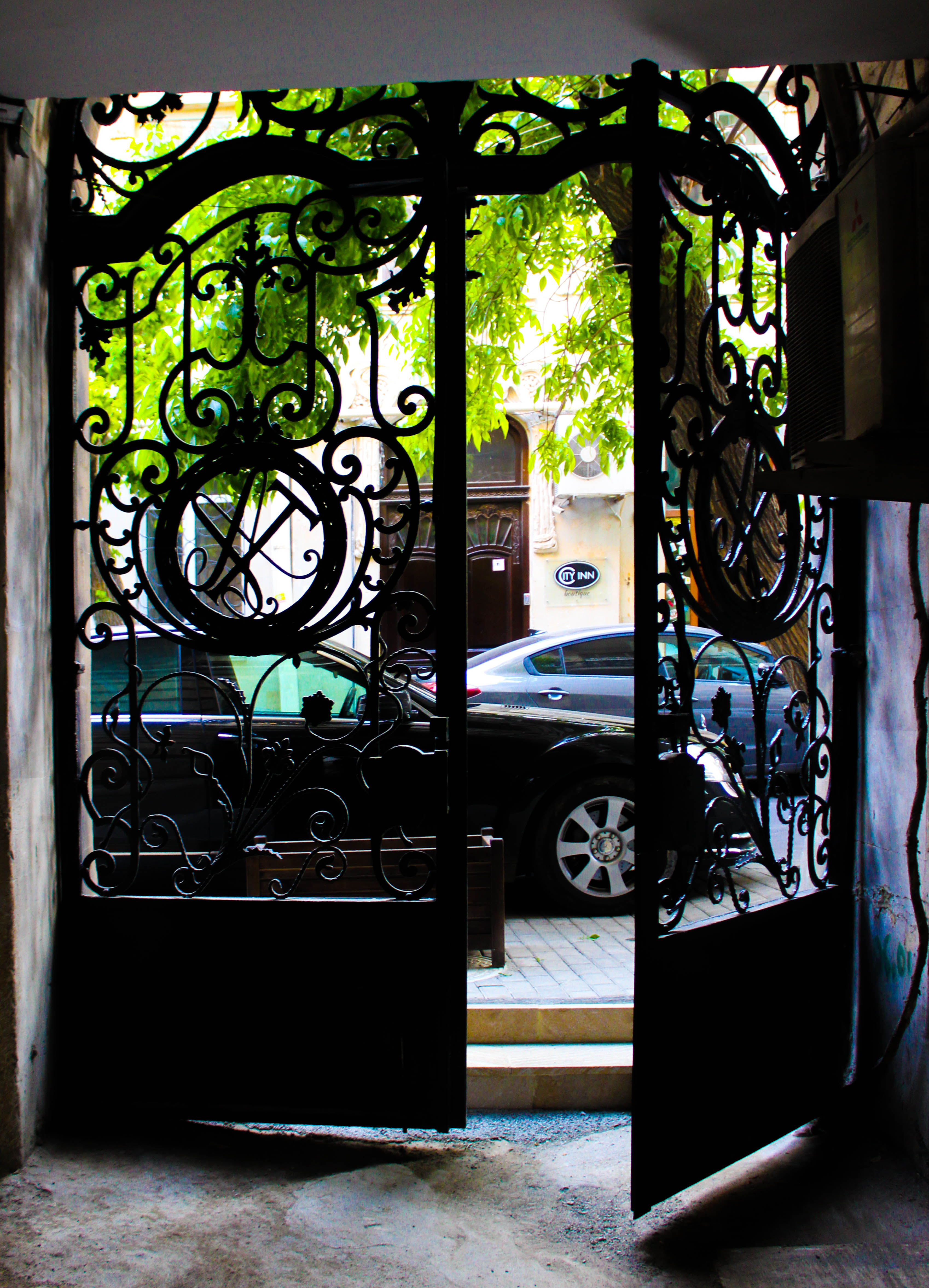
Tor von innen, 2019
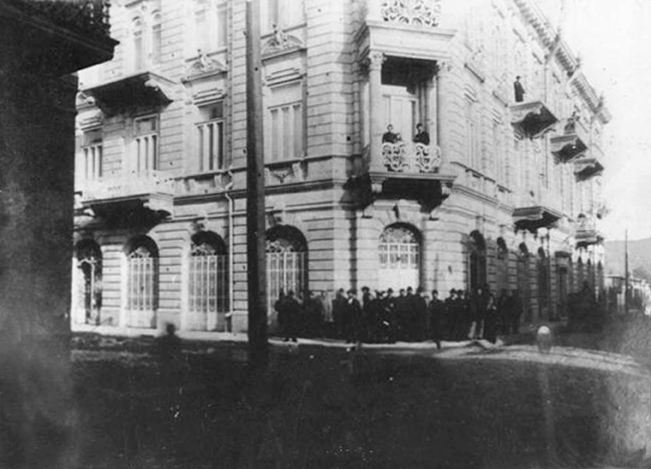
Hausansicht von der Straße, 1904